# 湿地

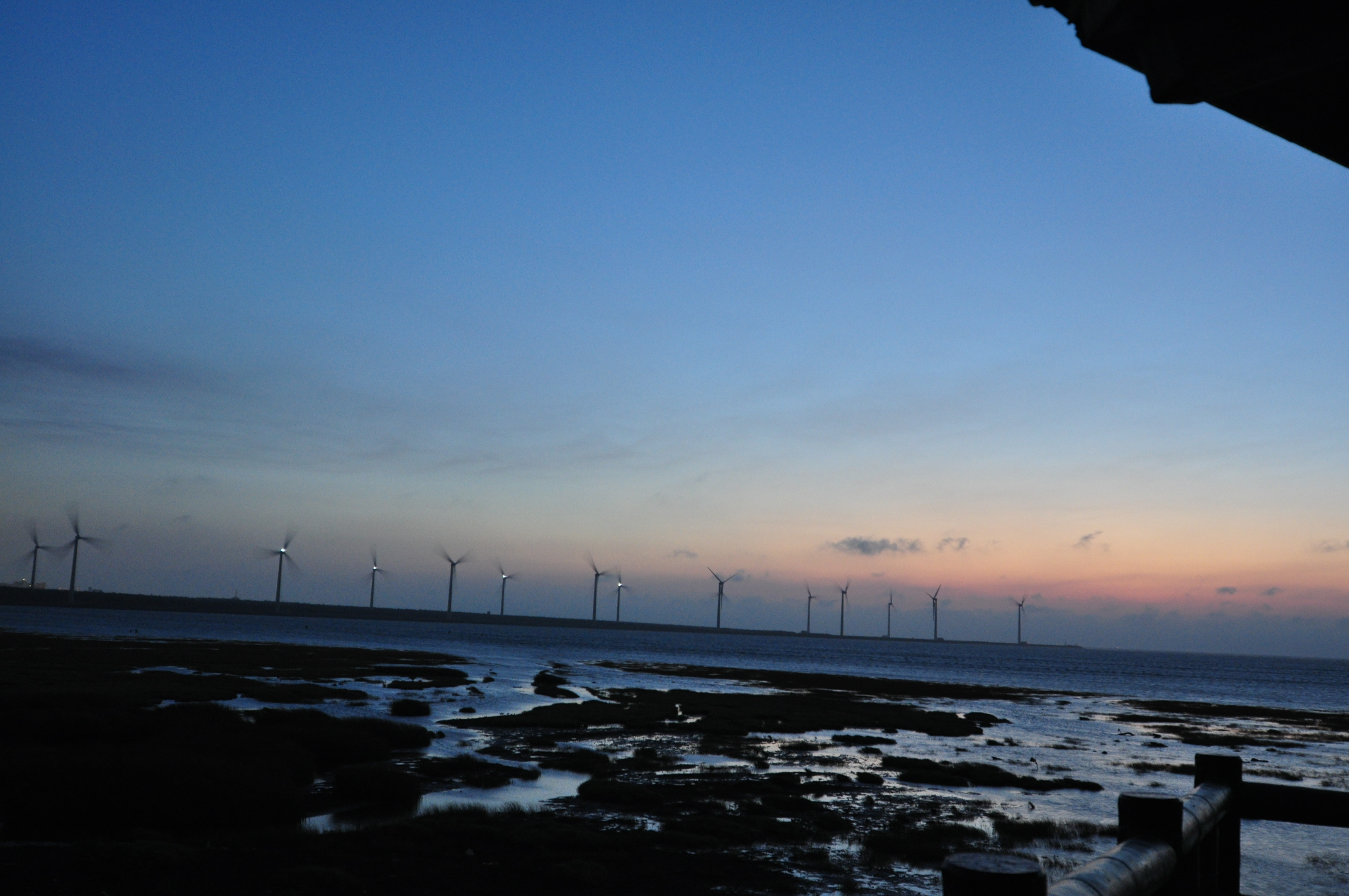
台灣清水傍晚時分的高美濕地

濕地（wetland）是永久或季節性被较浅的水（少于6米的淡水、半咸水或海水）掩蓋的獨特自然环境，是一種許多缺氧過程具有優勢的半水生生態系統，也是陸地生態系統和水域生態系統之間的過渡性地帶。有許多水生植物生長在土壤长期被水体浸泡的特定濕地環境中，這些能夠適應獨特水土環境的水生植物也常是區分濕地與其他地形、水體的特徵植被。溼地廣泛分佈於世界各地，擁有眾多野生動植物資源；很多珍稀水禽的繁殖和遷徙離不開溼地，仰賴溼地提供的栖息地和生態系統，因此被稱為「鳥類的樂園」。溼地有強大的生態淨化作用，可以改善河流水质，因而又有「地球之腎」的美名。
在人口数量急剧增加和經濟快速發展的雙重壓力下，19世紀中後期大量溼地被改造成農田，加上過度的資源開發和污染，溼地面積大幅度縮小，溼地物種受到嚴重破壞。為保護溼地和溼地中的豐富物種，1971年2月2日建立了全球政府間保護公約溼地公約。到2014年1月為止已有168個締約國，2170塊溼地列入國際重要溼地名錄。

## 功能與作用

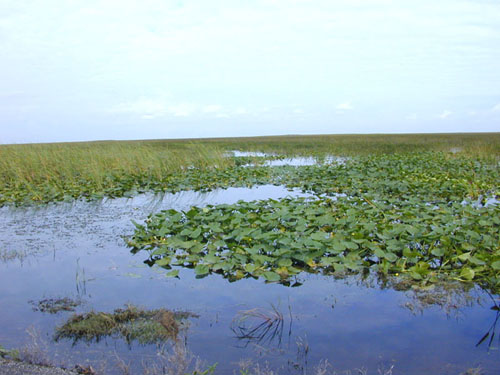
佛羅里達州的一塊溼地

溼地是地球生態環境的重要組成部分，與森林、海洋一起並稱為全球三大生態系統，其中濕地的生態系統功能及作用在近年得到越來越多的重視。濕地具有包括：淨化水質、蓄水、固碳、促進營養物質循環過程等功能，也能保護海岸線的穩定以及作為植物和動物生存的棲地。濕地也被認為是生物多樣性最高的生態系統，不過一個濕地是否能夠發揮功能，以及它們能夠發揮的程度則取決於該濕地及其附近的環境與水域特徵。許多快速評估濕地功能的方法在各地被開發出來，提出一些條件與方法用以評估濕地生態的健康程度，並且希望透過提高公眾對濕地功能與濕地生態系統服務的認識來促進濕地保護。
濕地的功能與作用還包括：
- 溼地具有強大的沉積和淨化作用。流水進入溼地後，各種物質隨水流緩慢而沉積，成為溼地植物的養料，其中的有毒物質会被泥土中的微生物迅速分解。
- 溼地物種十分豐富，生物多樣性中蘊藏著豐富的遺傳資源，在科學研究中都有重要地位。
- 溼地具有巨大的景觀價值，九寨溝、洞庭湖、鳥島等都是著名的溼地風景區，自然風光與豐富的動植物資源是巨大的旅遊特色。

- 溼地中含有大量的水，在水的生態循環中具有重要作用：
  - 溼地參與水循环，可以涵養地下水、調節地表徑流，對防止乾旱和洪澇有重要影響；
  - 溼地能防止海水入侵，減輕沿海土地的鹽鹼化和枯水期海水向內河的倒灌；
  - 溼地可以保護海岸，防止侵蝕。熱帶和亞熱帶的紅樹林防止海岸侵蝕的作用最為明顯同時還有防風作用；
  - 溼地的水分小氣候有影響。乾旱地區中，周邊地區比其他地方的氣候溼潤，有利於生態環境。

- 溼地的豐富物產資源具有很高價值：
  - 溼地富產魚、蝦、藻類、蓮藕、蘆葦、藥材等，是相當重要的農業、漁業、牧業和副業自然資源；
  - 礦產資源。溼地中的泥炭是很好的燃料；溼地是重要的油田分佈區域；鹼水湖和鹽湖溼地中有各種礦砂和鹽類資源。

## 定義

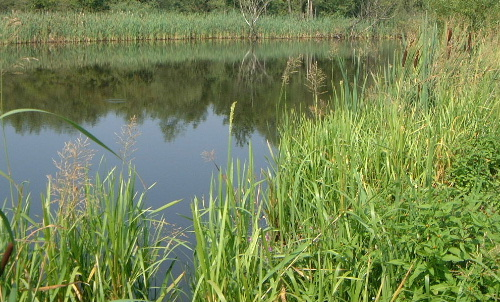
溫帶溼地（英國）

由於溼地和水域、陸地之間沒有明顯邊界，加上不同學科對溼地的研究重點不同，造成溼地的定義一直存在分歧。
國際溼地公約採用廣義的溼地定義，指不問其為天然或人工、長久或暫時性的沼澤地、溼原、泥炭地或水域地帶，帶有或靜止或流動、或為淡水、半鹹水或鹹水水體，包括低潮時水深不超過六米的水域。這一定義包含狹義溼地的區域，有利於將狹義溼地及附近的水體、陸地形成一個整體，便於保護和管理。
溼地的研究活動則往往採用狹義定義。美國魚類和野生生物保護機構於1979年在「美國的溼地深水棲息地的分類」一文中，重新給溼地作定義為：「陸地和水域的交匯處，水位接近或處於地表面，或有淺層積水，至少有一至幾個以下特徵：（1）至少週期性地以水生植物為植物優勢種；（2）底層土主要是溼土；（3）在每年的生長季節，底層有時被水淹沒。」定義還指湖泊與溼地以低水位時水深2米處為界，按照這個溼地定義，世界溼地可以分成二十多個類型，這個定義目前被許多國家的溼地研究者接受。
溼地的水文條件是溼地屬性的決定性因素。水的來源（如降水，地下水，潮汐，河流，湖泊等），水深，水流方式，以及淹水的持續期和頻率決定了溼地的多樣性。水對溼地土壤的發育有深刻的影響。溼地土壤通常稱為溼土或水成土。

## 類型
地球上的每個大陸上都有濕地，溼地基本分五大類型：沼澤溼地、近海及海岸溼地、河流溼地、湖泊溼地、庫塘。沼澤濕地是最典型的濕地類型，隨著對濕地更廣泛的認知，許多含水區域也被歸類為濕地。

### 沼澤溼地
沼澤濕地通常包括樹沼、草沼、酸性泥炭沼澤與礦質泥炭沼澤及其他沼澤類型。

#### 樹沼
樹沼（swamp）又稱木本沼澤，包括：

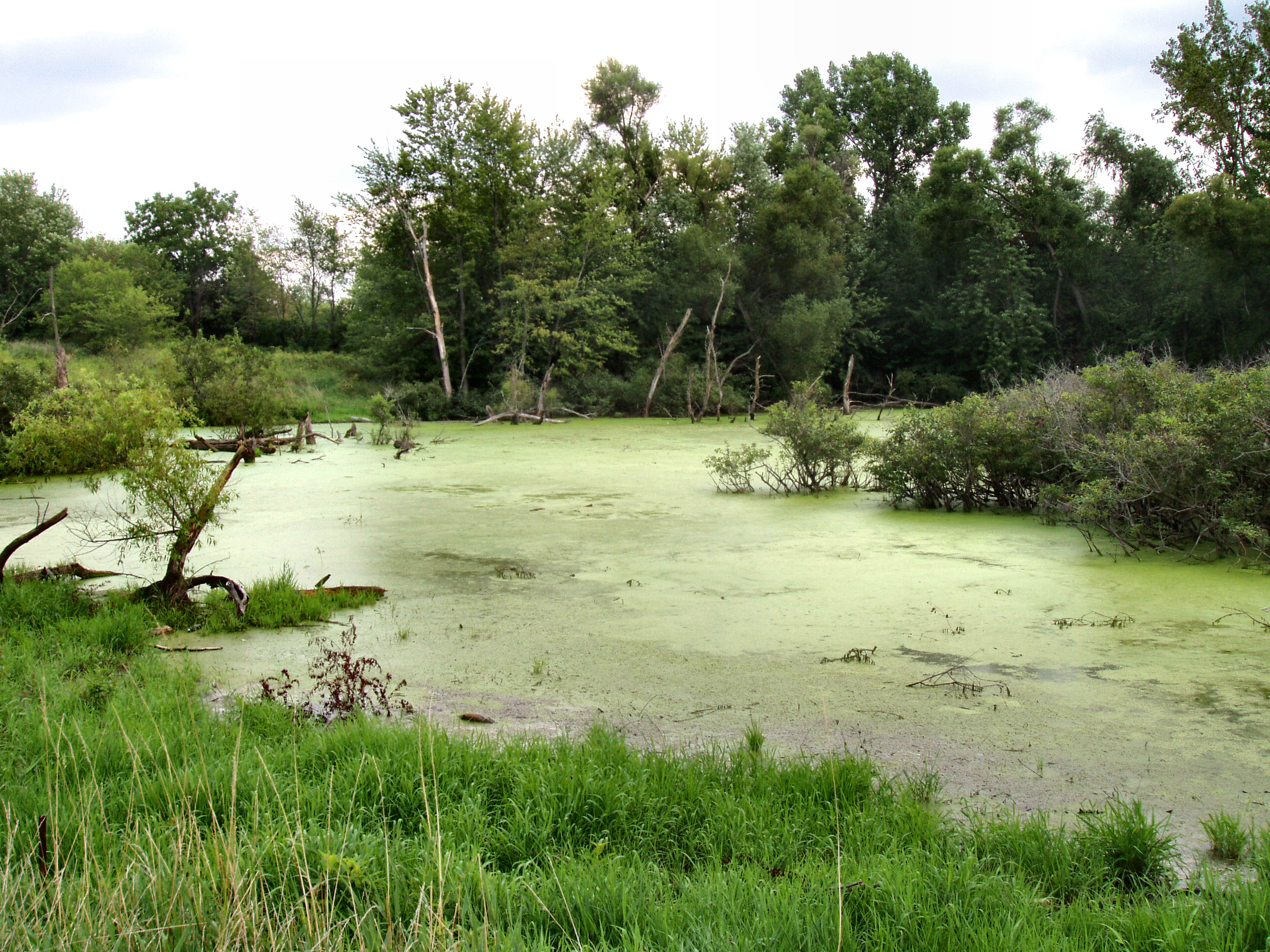
印第安那的一小塊溼地

- 灌叢沼澤（shrub swamp）：以灌木為主的沼澤，植被蓋度≧30%。
- 森林沼澤（forested swamp）：有明顯主幹、高於6米、鬱閉度≧0.2的木本植物群落沼澤。

#### 草沼

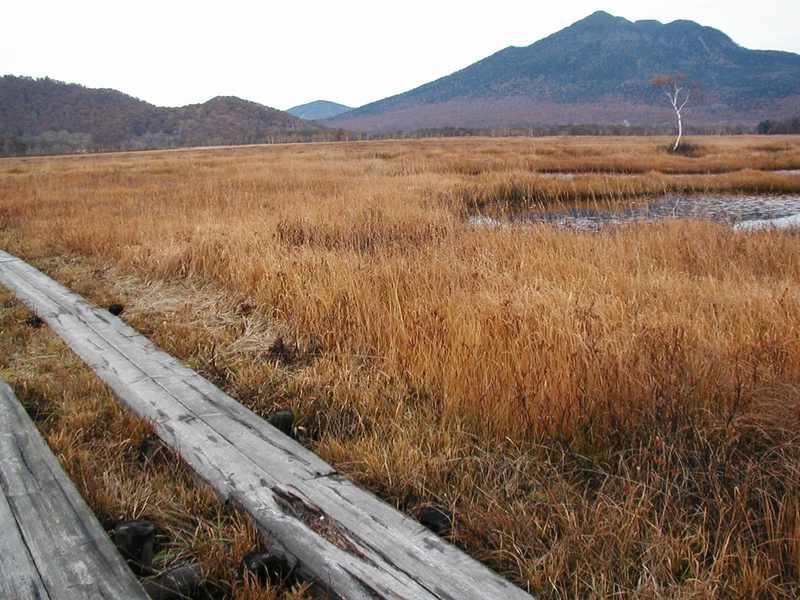
日本群馬縣沼澤

草沼（marsh）又稱草本沼澤：植被蓋度≧30%，以草本植物為主的沼澤。

#### 酸性泥炭沼澤
酸性泥炭沼澤（bog）即酸沼，由於營養不足，典型植物為水蘚。
- 蘚類沼澤：以蘚類植物為主，蓋度100%的泥炭沼澤。

#### 礦質泥炭沼澤
礦質泥炭沼澤（fen）是一種呈鹼性至弱酸性的泥炭沼澤。

#### 其他沼澤濕地
- 沼澤化草甸：包括分佈在平原地區的沼澤化草甸以及高山和高原地區具有高寒性質的沼澤化草甸、凍原池塘、融雪形成的臨時水域。
- 內陸鹽澤：分佈於乾旱和半乾旱地區的鹽澤。由一年生和多年生鹽生植物群落組成，水含鹽量達0.6%以上，植被蓋度≧30%。
- 低熱溼地：由溫泉水補給的沼澤溼地。
- 淡水泉或綠洲溼地。

### 近海及海岸溼地
- 淺海海域：低潮時水深不足6米的永久性水域，植被蓋度<30%，包括海灣和海峽。
- 潮下水生層：海洋低潮線以下，植被蓋度≧30%，包括海草層、海洋草地。
- 珊瑚礁：由珊瑚聚集生長而成的溼地，包括珊瑚島及其有珊瑚生長的海域。
- 岩石性海岸：底部基質75%以上是岩石，蓋度<30%的植被蓋度的硬質海岸，包括岩石性沿海島嶼、海岩峭壁。
- 潮間沙石海灘：潮間植被蓋度<30%，底質以沙、礫石為主。
- 潮間淤泥海灘：植被蓋度<30%，底質以淤泥為主。
- 潮間鹽水沼澤：植被蓋度≧30%的鹽澤。
- 紅樹林（mangrove forest）：以紅樹植物群落為主的潮間沼澤。
- 海岸性鹹水湖：海岸帶範圍內的鹹水湖泊。
- 海岸性淡水湖：海岸帶範圍內的淡水湖泊。
- 河口水域：從近口段的潮區界（潮差為零）至口外海濱段的淡水舌鋒緣之間的永久性水域。
- 三角洲溼地：河口區由沙島、沙洲、沙嘴等發育而成的低沖積平原。

### 河流溼地
- 永久性河流
- 季節性或間接性河流。
- 泛洪平原溼地：河流氾濫淹沒（以多年平均洪水位為準）的河流，兩岸地勢平坦地區，包括河灘、氾濫的河谷、季節性氾濫的草地。

### 湖泊溼地
- 永久性淡水湖：常年積水的海岸帶範圍以外的淡水湖泊。
- 季節性淡水湖：季節性或臨時性的泛洪平原湖。
- 永久性鹹水湖：常年積水的鹹水湖。
- 季節性鹹水湖：季節性或臨時性積水的鹹水湖。

### 庫塘
為灌溉、水電、防洪等目的而建造的人工蓄水設施，像是台灣桃園的埤塘。

## 世界上的濕地
世界上最大的湿地包括亚马逊盆地和西西伯利亚平原。另一个大湿地是潘塔納爾溼地，横跨在南美洲的巴西，玻利维亚和巴拉圭，面積達2,500萬公頃。

## 溼地科學與刊物
- 溼地生態學（Wetland Ecology）
- 水體生態學
- 《溼地學報》（Wetlands）
- 《溼地科學》（雜誌，中國）
- 《溼地科學与管理》（雜誌，中國）

## 國際條約與組織
- 國際溼地公約（拉姆薩爾公約）
- 世界溼地日（每年2月2日）
- 溼地國際
- 溼地科學家學會
- 國際鳥類保護理事會（International Council for Bird Preservation）
- 國際水禽溼地調查局（Inter-national waterfowl and wetland re-search bureau）
- 人與生物圈
- 東北亞地區鶴類保護區網絡
- 東亞-澳大利亞涉禽保護網絡
- 雁鴨類遷飛網絡

## 科學研究機構
中國研究機構見中國溼地條目。
- 澳大利亞
  - 澳大利亞溼地中心
  - 新南威爾士大學溼地生態研究中心

- 美國
  - 美國國家溼地研究中心（英语：National Wetlands Research Center）（NWRC）
  - 佛羅里達州立大學溼地研究中心

## 相關術語
- 沼澤
  - 泥炭沼澤森林（Peat swamp forests）
- 人工溼地
- 城市溼地
- 溼地植被（Wetland Vegetation）
- 溼地生物
- 溼地水鳥
- 紅樹林
- 泥炭
- 酸沼
- 溼地園林
- 環境保護
- 生態危機
- 自然保護區

## 外部連結
- 溼地公約官方站 （页面存档备份，存于）（英文）
- 溼地中國 （页面存档备份，存于）
- 中國溼地網 （页面存档备份，存于）
- 台灣溼地保護聯盟 （页面存档备份，存于）